# Sandy Beach
Sandy Beach är en ort i Kanada.   Den ligger i provinsen Alberta, i den centrala delen av landet, 2 900 km väster om huvudstaden Ottawa. Sandy Beach ligger 709 meter över havet och antalet invånare är 223. Den ligger vid sjön Sandy Lake.
Terrängen runt Sandy Beach är platt. Runt Sandy Beach är det glesbefolkat, med 8 invånare per kvadratkilometer.. Närmaste större samhälle är Onoway, 15,6 km sydväst om Sandy Beach. 
Omgivningarna runt Sandy Beach är en mosaik av jordbruksmark och naturlig växtlighet.